# Les Révoltés (film, 1955)
 (août 2025).
Pour les articles homonymes, voir Les Révoltés.
Pour plus de détails, voir Fiche technique et Distribution.
Les Révoltés (titre original : Il mantello rosso) est un film franco-italien réalisé par Giuseppe Maria Scotese, sorti en 1955.

## Fiche technique
- Titre français : Les Révoltés
- Titre alternatif : Le Manteau rouge
- Titre original : Il mantello rosso
- Réalisation : Giuseppe Maria Scotese
- Scénario : Albino Principe, Guglielmo Santangelo
- Adaptation et dialogues : Jacopo Corsi, Pierre Kast, Riccardo Pazzaglia, France Roche et Giuseppe Maria Scotese
- Décors : Lamberto Giovagnoli
- Costumes : Ugo Pericoli
- Photographie : Bitto Albertini
- Montage : Renzo Lucidi
- Musique : Gino Marinuzzi Jr.
- Producteur : Albino Principe, Elios Vercelloni
- Sociétés de production : Centro Cinema, Franca Film, Trio Film
- Distribution : Sefo Films International
- Pays d'origine :  Italie /  France
- Format : Couleur (Ferraniacolor) — 35 mm — 2,35:1 — Son : Mono
- Genre : Film d'aventure
- Durée : 102 minutes (1 h 42)
- Dates de sortie : 
  - Italie : 17 septembre 1955
  - France : 6 juillet 1956

## Distribution
- Patricia Medina : Laura Lanfranchi
- Fausto Tozzi : Luca de Bardi
- Jean Murat : Cosimo, le capitaine du peuple
- Bruce Cabot : le capitaine Raniero d'Anversa
- Colette Deréal
- Guy Mairesse : le Guercio
- Lyla Rocco : Stella
- Domenico Modugno : Saro
- Nyta Dover
- Jean-François Calvé
- Aldo Pensa
- Erminio Spalla
- Franco Caruso
- Eduardo De Santis : le capitaine des Guelfes
- Jeanne Fusier-Gir
- Giorgio Gandos
- Giacomo Rossi Stuart
- Franco Fantasia
- Andrea Fantasia
- Giulio Battiferri
- Carlo Marrazzini
- Edoardo Davila